# Ла Вале Агордина
Ла Вале Агордина је насеље у Италији у округу Белуно, региону Венето.
Према процени из 2011. у насељу је живело 925 становника. Насеље се налази на надморској висини од 811 м.

## Становништво
| 1951. | 1961. | 1971. | 1981. | 1991. | 2001. | 2011. |
| ----- | ----- | ----- | ----- | ----- | ----- | ----- |
| 1.783 | 1.628 | 1.263 | 1.321 | 1.197 | 1.208 | 1.150 |